# Megalopygidae
Megalopygidae es una familia de lepidópteros. Son polillas robustas cubiertas con una densa capa de pubescencia, su color es, en general, castaño. El aparato bucal de los adultos de la mayoría de las especies es vestigial o simplemente no está presente; las larvas causan urticaria. 
Tal vez el género más notorio de esta familia es Megalopyge.

## Géneros
- Aithorape
- Alimera
- Alpis
- Anarchylus
- Archylus
- Bedalia
- Carama
- Cephalocladia
- Chrysopyga
- Cistissa
- Coamorpha
- Cyclara
- Edebessa
- Endobrachys
- Eochroma
- Gasina
- Gois
- Hysterocladia
- Isochroma
- Lagoa
- Langucys
- Macara
- Mallatodesma
- Malmella
- Malmis
- Megalopyge
- Mesoscia
- Microcladia
- Microrape
- Norape
- Norapella
- Ochrosoma
- Oylothrix
- Pimela
- Podalia
- Praenorape
- Proterocladia
- Psychagrapha
- Ramaca
- Repnoa
- Saltiga
- Sciathos
- Sulychra
- Thoscora
- Trosia
- Ulosota
- Unduzia
- Vescoa
- Zebonda
- Zyzypyge

## Estadios larvales
En estadio adulto son sumamente pubescentes, de aspecto similar a los abejorros, las AP, su subcosta y el sector radial están fusionados más allá de la celda discal. Es común hallarlos en olmos, encinos, espinos y guayabos. Presenta las características siguientes:
- Muy pubescente, del tipo limaciformes y de color blanco, rojo, café o amarillo.
- La cabeza está cubierta por el protórax.
- Con espiráculos grandes y hacia la parte distal o caudal del espiráculo con una protuberancia en forma de cono.
- Con propatas del II - VII + X segmento, sin embargo las propatas del II y VII segmento carecen de ganchos.
- El resto de las propatas con ganchos uniordinales en mesoserie, divididas o en forma de "V".